# Abades (Segovia)

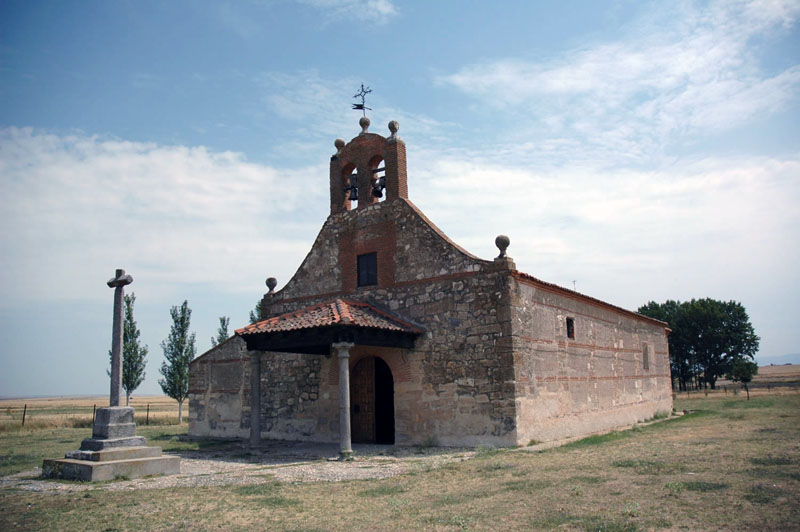
Ermita de Nuestra Señora de los Remedios

Abades ist ein Ort und eine Gemeinde (municipio) mit 859 Einwohnern (Stand: 2024) in der zentralspanischen Provinz Segovia in der Autonomen Region Kastilien-León.

## Lage und Klima
Der Ort Abades liegt in der kastilischen Meseta in ca. 970 m Höhe knapp 18 km (Fahrtstrecke) südwestlich der Stadt Segovia. Das Klima ist gemäßigt bis warm; Regen (ca. 445 mm/Jahr) fällt mit Ausnahme der trockenen Sommermonate übers Jahr verteilt.

## Bevölkerungsentwicklung
| Jahr      | 1857 | 1900 | 1950  | 2000 | 2017 |
| Einwohner | 884  | 894  | 1.112 | 848  | 864  |

Die Mechanisierung der Landwirtschaft, die Aufgabe bäuerlicher Kleinbetriebe und der daraus resultierende Verlust an Arbeitsplätzen haben seit der Mitte des 20. Jahrhunderts zu einem – wenn auch geringen – Rückgang der Bevölkerung geführt (Landflucht).

## Wirtschaft
Abades ist traditionell landwirtschaftlich orientiert, aber auch Kleinhändler, Handwerker und Dienstleister haben sich im Ort niedergelassen. Der Tourismus in Form der Vermietung von Ferienwohnungen (casas rurales) spielt in der endlos ebenen Landschaft der Meseta kaum eine wirtschaftliche Rolle.

## Geschichte
Keltische, römische, westgotische und selbst maurische Spuren wurden bislang nicht entdeckt. Die erstmalige Erwähnung des Ortsnamens stammt aus dem Jahr 1108. Später gehörte der Ort zur Villa y Tierra de Segovia. Die örtliche Kirche wurde im späten 17. Jahrhundert erbaut; von einem mittelalterlichen Vorgängerbau ist nichts bekannt.

## Sehenswürdigkeiten
- Die Pfarrkirche San Lorenzo Mártir ist ein einschiffiger Bau mit überkuppelter Vierung und einem Querhaus. Die hohen Fenster sind in ein stuckiertes Stichkappengewölbe einbezogen. Die Kirche birgt mehrere barocke Altarretabel (retablos). Die Orgel stammt aus dem Jahr 1698.
- Die Ermita de la Soledad steht mitten im Ort.
- Die Ermita de San Sebastián steht in der Nähe des Friedhofs.

Umgebung
- Etwa zwei Kilometer außerhalb des Ortes steht die im 15. Jahrhundert erbaute Ermita de Nuestra Señora de los Remedios mit einem zweigeteilten Glockengiebel (espadaña); die kleine säulengestützte Vorhalle wurde im Jahr 1752 angebaut. Bemerkenswert sind die Kugeln an den Ecken des Bauwerks und auf dem Glockengiebel.